# Düsseldorfer Privatbrauerei Frankenheim
Die Düsseldorfer Privatbrauerei Frankenheim GmbH & Co. KG war eine Düsseldorfer Altbierbrauerei mit ehemaligen Brauorten am Düsseldorfer Wehrhahn und in Holzheim (Neuss). Das Unternehmen gehört seit 2005 mehrheitlich zur Warsteiner Brauerei und wird seit 2009 nur noch als Biermarke genutzt.

## Geschichte
Die heutige Privatbrauerei Frankenheim wurde 1873 von Heinrich Frankenheim in Düsseldorf gegründet. Mehr als 100 Jahre lang blieb die Brauerei im Familienbesitz. Das änderte sich erst, als Peter Frankenheim (1947–2013), Vertreter der vierten Generation, 2005 die Mehrheitsanteile an die private Warsteiner Brauerei Haus Cramer KG veräußerte.

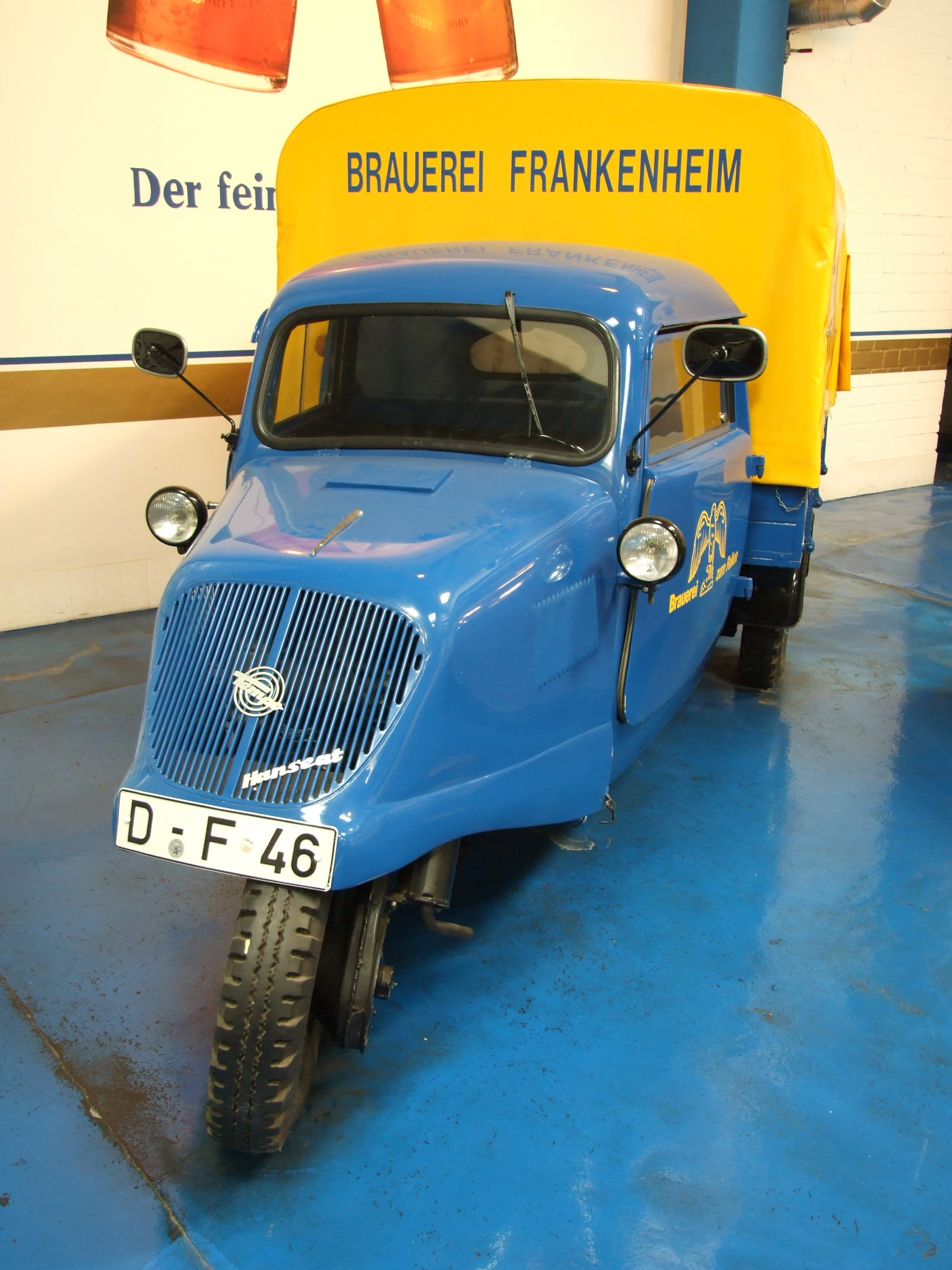
Tempo-Dreirad der Brauerei zum Ausliefern

1991 wurde die Brauerei nach Neuss-Holzheim verlegt, nachdem das Wachstum des Familienunternehmens einen Ausbau der Kapazitäten erforderlich gemacht hatte, der in Düsseldorf nicht mehr zu realisieren war. Dort gibt es auch eine Gaststätte direkt am Brauereigelände, die vor allem zu Karnevalszeiten und zu den Zeiten des Holzheimer Bürgerschützenfestes gut besucht ist. In Neuss-Holzheim wurde seitdem nach der Frankenheim-Originalrezeptur von 1873 gebraut.
Im Frankenheim-Stammhaus an der Wielandstraße in Düsseldorf hat auch heute noch die Verwaltung der Brauerei ihren Sitz. Außerdem wird dort ein Brauereiausschank betrieben.
Frankenheim hat im März 2009 seine Brauerei in Neuss-Holzheim geschlossen. Das Altbier wird jetzt nur noch in Warstein (Kreis Soest) gebraut. Das Gelände in Neuss-Holzheim wird nur noch als Vertriebsstätte genutzt. Das Aus für den Standort Neuss teilte Warsteiner am 10. November 2008 gegenüber der Zeitung Westdeutsche Zeitung mit. Mehr als 20 Arbeitsplätze sind entfallen. Die Kapazitätsauslastung in Neuss betrug zuletzt nur noch 23 Prozent.

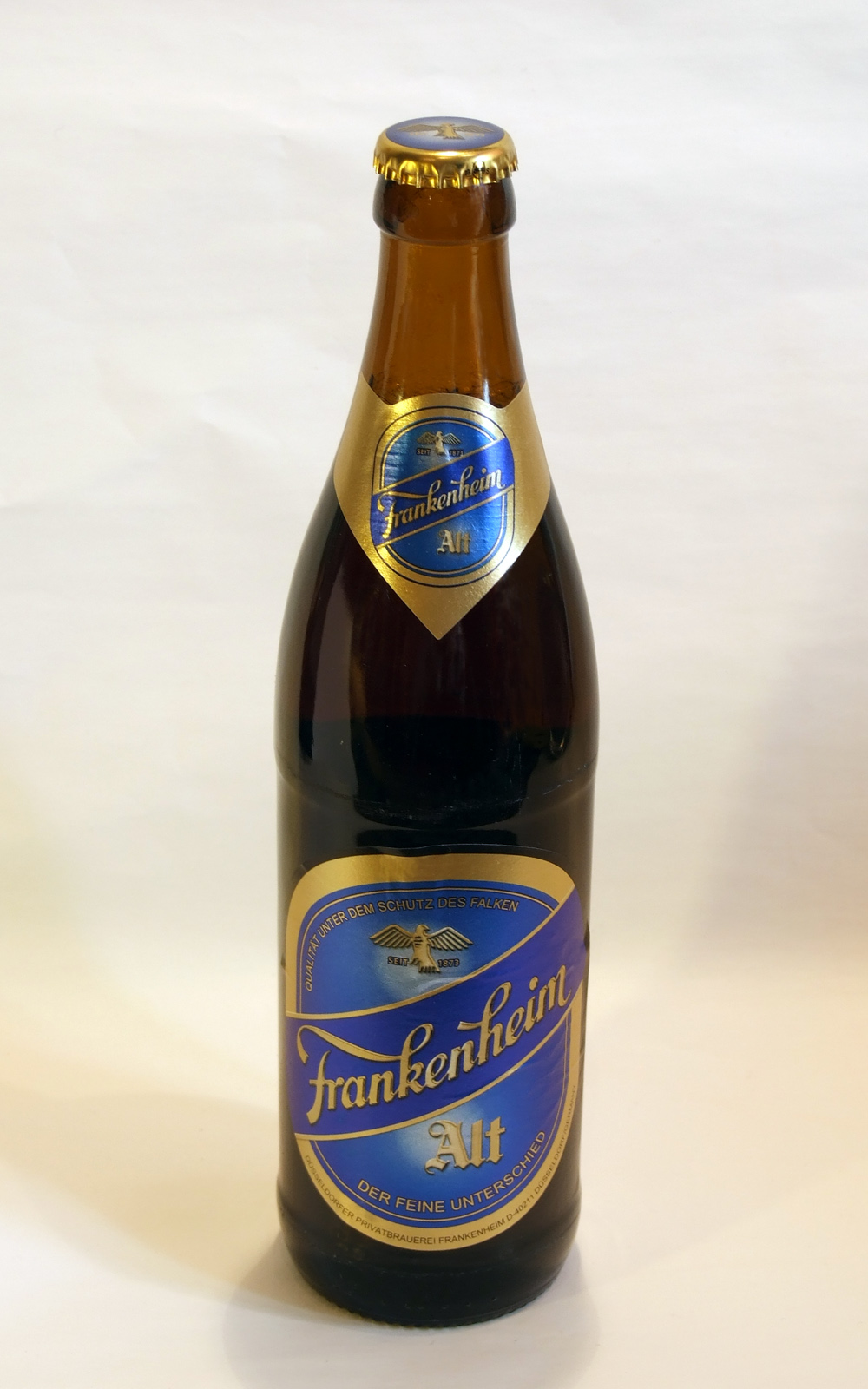
Eine Flasche Frankenheim Alt

## Produkte
- Frankenheim Alt, Altbier mit einem Alkoholgehalt von 4,8 % vol.
- Frankenheim blond, Helles Altbier mit einem Alkoholgehalt von 4,8 % vol. [Inzwischen eingestellt]
- Frankenheim blue, ein Biermixgetränk aus 60 % Altbier und 40 % Cola mit einem Alkoholgehalt von 2,9 % vol.
- Frankenheim Grapefruit, ein Biermixgetränk aus 50 % Altbier und 50 % Grapefruit mit einem Alkoholgehalt von 2,5 % vol. [Inzwischen eingestellt]